# Stenohya setulosa
Espèce
Stenohya setulosa est une espèce de pseudoscorpions de la famille des Neobisiidae.

## Distribution
Cette espèce est endémique du Tibet en Chine. Elle se rencontre à Baoshan dans le xian de Mainling.

## Description
Les mâles mesurent de 3,48 à 4,45 mm.

## Publication originale
- Guo & Zhang, 2016 : Description of two new species of Stenohya Beier, 1967 (Pseudoscorpiones: Neobisiidae) from China. Entomological News, vol. 126, no 1, p. 1-11.